# Barcaldine (Queensland)
Pour les articles homonymes, voir Barcaldine.
Barcaldine (1 337 habitants) est un village du centre du Queensland en Australie à 1073 km au nord-ouest de Brisbane.
Il doit son nom à la ville homonyme écossaise.
Barcaldine a joué un rôle important dans le mouvement syndical australien et la naissance du Parti travailliste australien. En 1891, il a été l'un des points centraux de la grève des tondeurs de moutons australiens avec le drapeau Eureka qui flottait au-dessus du camp de grèvistes. L'arbre emblématique du savoir, sous lequel les grévistes se réunissaient, se dressait devant la gare ferroviaire. En 2006, des inconnus ont empoisonné l'arbre avec de l'herbicide Roundup, ce qui a conduit à sa mort.
Barcaldine possède un aéroport (code AITA : BCI).

## Référence
- Statistiques sur Barcaldine